# Юрий Милославский, или Русские в 1612 году
«Ю́рий Милосла́вский, или Русские в 1612 году» — первый в России исторический роман вальтерскоттовского типа. Опубликован в 1829 году с указанием имени автора — М. Н. Загоскина.
Один из самых популярных романов России XIX века: только при жизни автора выдержал 8 изданий. Он был переведён на 6 иностранных языков.
Загоскин для написания романа изучал «Историю государства Российского» Н. М. Карамзина, «Опыт повествования о древностях русских» Г. П. Успенского, летописи, сочинения русских авторов XVII века, и среди них знаменитое «Сказание» келаря Троице-Сергиевой лавры Авраамия Палицына об обороне лавры во время осады её поляками, а также описания допетровской России и быта того времени.
Действие романа происходит на фоне русско-польской войны, с конца 1611 года по конец 1612 года. В числе действующих лиц как вымышленные, так и реальные исторические персонажи.

## Главные герои романа
- Юрий Дмитриевич Милославский — боярин, главный герой. Вероятно, прототипом героя послужил Юрий Дмитриевич Милославский, внук Данилы Терентьевича, который состоял на службе у новгородского архиепископа Пимена.
- Алексей Бурнаш — слуга Милославского;
- Кирша — запорожский казак;
- Тимофей Кручина-Шалонский — боярин;
- Анастасия Тимофеевна — дочь Кручины-Шалонского;
- Омляш — холоп Кручины-Шалонского;
- Кудимыч — деревенский колдун;
- Земский ярыжка;
- Авраамий (Палицын);
- Дмитрий Мамстрюкович Черкасский — князь;

## Сюжет
Юрий Милославский — вымышленный персонаж. Он присягнул польскому королевичу Владиславу, и поэтому считал, что не может сражаться с поляками. Он влюбился в неизвестную ему боярскую дочку, с которой встречался в московском храме Спаса на Бору.
Поляки посылают Милославского с письмом к боярину Тимофею Кручине-Шалонскому. По дороге Милославский спасает казака Киршу. В доме боярина Кручины происходит ссора хозяина дома с Милославским. Неизвестная Милославскому боярыня оказывается дочерью Кручины-Шалонского Анастасией. Она обручена с польским паном Гонсевским.
Кручина-Шалонский отправляет Милославского в Нижний Новгород с поручением уговорить нижегородцев не воевать с поляками. Одновременно Кручина-Шалонский приказывает своему холопу Омляшу захватить Милославского живым.
Милославский приезжает в Нижний Новгород, где становится свидетелем воззвания Минина и сбора средств на войну.
Омляш захватывает Милославского и при этом тяжело ранит его слугу Алексея. Спустя 4 месяца лечения Алексей встречается с отрядом казаков под руководством Кирши. Кирша с небольшим отрядом освобождает Милославского, которого держали в подвале заимки боярина Кручины.
Милославский едет в монастырь и становится послушником Авраамия, который снимает с него клятву Владиславу и посылает его в ополчение.
Кручина-Шалонский со своим отрядом едет в Москву, чтобы воевать за поляков. Его сопровождает дочь. Проезжая через лес, отряд Кручины попадает в засаду шишей (партизан). Анастасия попадает в плен к шишам, которые хотят её повесить, как невесту пана Гонсевского. Священник отец Еремей просит отложить казнь до утра, а ночью венчает Милославского и Анастасию — она больше не невеста Гонсевского.
Милославский едет в Москву и участвует в освобождении Москвы от поляков.
Михаил Феодорович Романов становится царём. На тридцатый год его царствования Кирша приезжает в Москву. На погосте Троицкого монастыря он видит могилы Юрия Дмитриевича и Анастасии Тимофеевны с надписью «Лета 7130-го, октября в десятый день преставися раб Божий болярин Юрий Милославский и супруга его Анастасия…»

## Театральные постановки
В 1831 году князь А. А. Шаховской переделал роман в пьесу. Она была поставлена в том же году Малым театром. В роли Милославского появился П. С. Мочалов.

## Компьютерная игра
В 2024 году вышла компьютерная игра «Смута», сюжет которой основан на романе.

## Оценки
Роман был очень популярным среди всех слоёв русского населения. Выпускались табакерки, платки и другие предметы с изображениями сцен из «Юрия Милославского». Свидетельством необыкновенной популярности романа, распространившейся повсеместно, вплоть до провинциальных уездных городов, откуда «хоть три года скачи — ни до какого государства не доскачешь», является сцена хвастовства Хлестакова в комедии Н. В. Гоголя «Ревизор»:

Анна Андреевна. Так, верно, и «Юрий Милославский» ваше сочинение? 

Хлестаков. Да, это мое сочинение. 

Марья Антоновна. Ах, маменька, там написано, что это господина Загоскина сочинение. 

Анна Андреевна. Ну вот: я и знала, что даже здесь будешь спорить. 

Хлестаков. Ах да, это правда, это точно Загоскина; а вот есть другой «Юрий Милославский», так тот уж мой. 
Михаил Николаевич Загоскин получил посредственное домашнее образование, и впоследствии в рукописях допускал многочисленные грамматические ошибки, часть из которых попадала и в печатные издания. Жуковский писал в письме Загоскину:

Главная критика на оба ваши романа («Юрий Милославский» и «Рославлев») может относиться только к правильности языка. Много ошибок, которые бы заметил вам последний ребёнок, который знает грамматику. Этих ошибок у вас быть не должно, но вы, имея истинный талант, должны непременно обратить внимание на мелочи, не вредящие главному, но такого рода, что вы уже теперь обязаны не делать подобных проступков.

А. С. Пушкин в своей рецензии на «Юрия Милославского» («Литературная газета», 21 января 1830 года) назвал его «блистательным» и «вполне заслуженным» успехом Загоскина, а В. Г. Белинский назвал произведение Загоскина «первым хорошим русским романом». Уже в 1831 г. в Париже был издан его перевод на французский.
Критики сравнивали роман Загоскина с историческими романами В. Скотта и Ф. Купера. В. Г. Белинский, А. С. Пушкин, Н. А. Полевой считали такие сравнения безосновательными. В советское время роман было принято характеризовать как «патриотически-тенденциозный». По оценке Д. Мирского

Несмотря на традиционность, на недостаток истинного исторического колорита, на грубый национализм и на картонную психологию… [роман] около ста лет оставался заслуженно популярным у не очень привередливых читателей. «Юрий Милославский» установил моду на исторические романы в духе Вальтера Скотта, и в течение десяти-пятнадцати лет в России их появилось очень много.
Романы Загоскина, написанные позднее в том же официально-патриотическом духе, никогда не достигали популярности первого. Все другие романисты были слабее Загоскина, за исключением Ивана Ивановича Лажечникова, который считается лучшим из русских вальтерскоттистов.